# Acosmetoptera apicimacula
Acosmetoptera apicimacula is een vlinder van de familie van de uilen (Lasiocampidae). De wetenschappelijke naam van deze soort is voor het eerst voorgesteld als Phoenicladocera apicimacula door Yves de Lajonquière in een publicatie uit 1970. De spanwijdte van het mannetje bedraagt 35 tot 43 millimeter.
De soort komt voor op Madagaskar.